# Drum

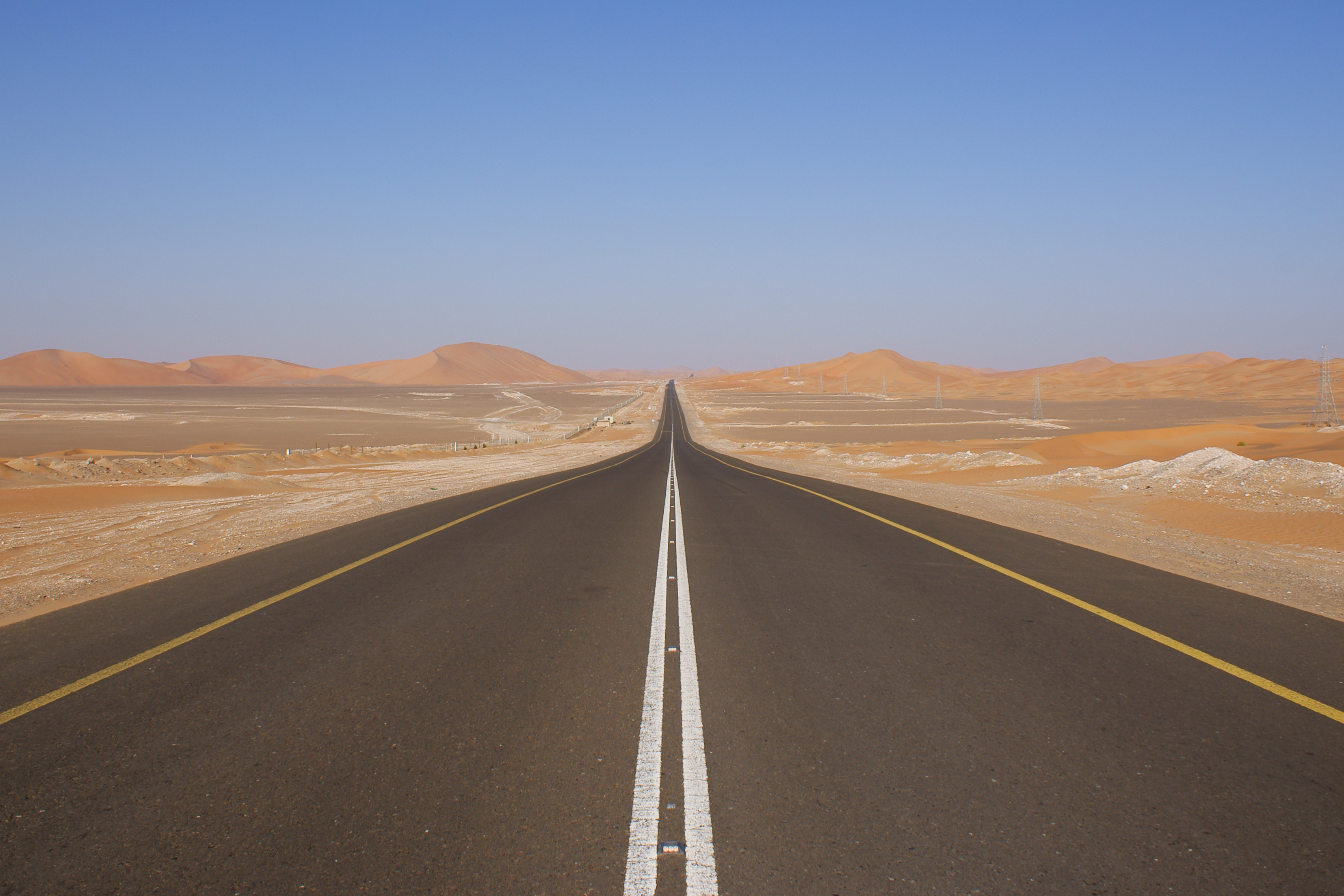
Drum asfaltat

Drumul este o cale de comunicație terestră, alcătuită dintr-o bandă îngustă și continuă de teren bătătorit, pietruit, pavat sau asfaltat.

## Istoric
Primele cărări bătătorite au fost cele făcute de animalele care migrau. Aproximativ în anii 10000 î.Hr. aceste poteci aspre au fost folosite și de vânătorii nomanzi care urmăreau aceste turme.
Pavaje ale străzilor au fost găsite la primele așezări umane în jurul anilor 4000 î.Hr. 
În antichitate egiptenii au construit un drum pavat care să îi ajute să transporte materialele de construcții pentru Marile Piramide - aproximativ în 3000 î.Hr.
În China antică s-a construit un sistem de drumuri vast, având în componență unele drumuri pavate; acestea s-au construit începând din anii 1100 î.Hr. În anii 20 d.Hr. rețeaua de drumuri a chinezilor avea până la 40.000 km. 
Sistemul de drumuri al incașilor era format din drumuri făcute pentru curierat. Maiașii și aztecii au avut o rețea măreață de drumuri pavate în Mexic, încă înainte ca europenii să descopere Lumea Nouă.
În antichitate transportul pe râuri a fost mult mai ușor și rapid decât cel pe drumuri, având în vedere costul construcției drumurilor și diferențele la capacitatea de a căra între căruțe și bărci. Un hibrid al transportului pe drumuri și al celui pe bărci a fost barca trasă de cai, în care calul urma o potecă pe malul râului.

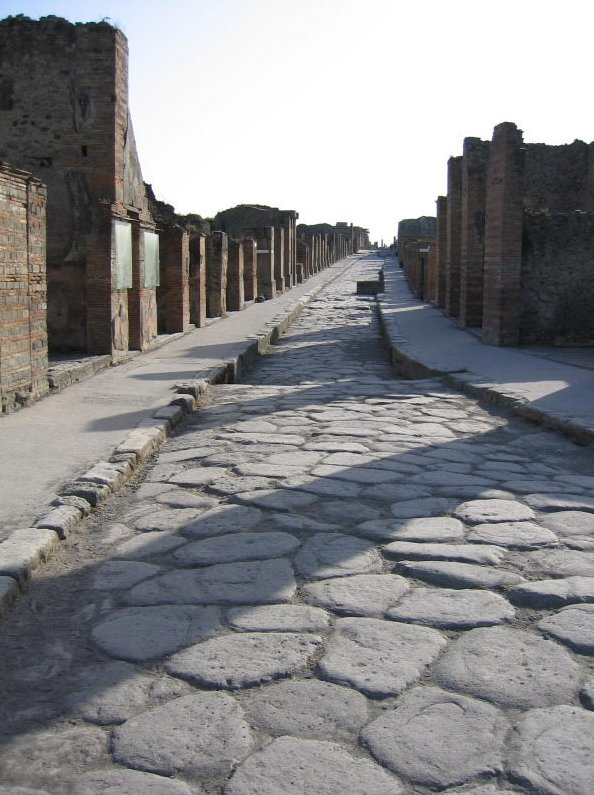
Un drum pavat din orașul roman Pompeii

Din 300 î.Hr., Imperiul Roman a început construcția de drumuri din piatră, făcând drumuri romane în toată Europa și Africa de Nord, pentru a-și susține campaniile militare. 
Construcția și întreținerea drumurilor în Marea Britanie a fost tradițional făcută de parohiile locale. Starea proastă a drumurilor a dus la formarea primului trust care să construiască drumuri 'Turnpike Trusts' în 1706. În cele din urmă în Marea Britanie au ajuns să existe aproximativ 1.100 trusturi și aproximativ 38.000 km de drumuri făcute după metode inginerești ale acestora. 
Personalități remarcabile ale perioadei au fost inginerul francez Pierre Marie Jérôme Trésaguet (1716-1796) în Franța și John Loudon McAdam (1756-1836) în Anglia.
În timpul Revoluției Industriale, calea ferată s-a dezvoltat ca o soluție la problemele drumurilor. În loc să se încerce construirea unei suprafețe de rulare puternice deasupra întregului drum, căruțele au fost modificate așa ca să meargă fie pe șine, fie pe făgașe care puteau fi făcute din materiale mai rezistente.

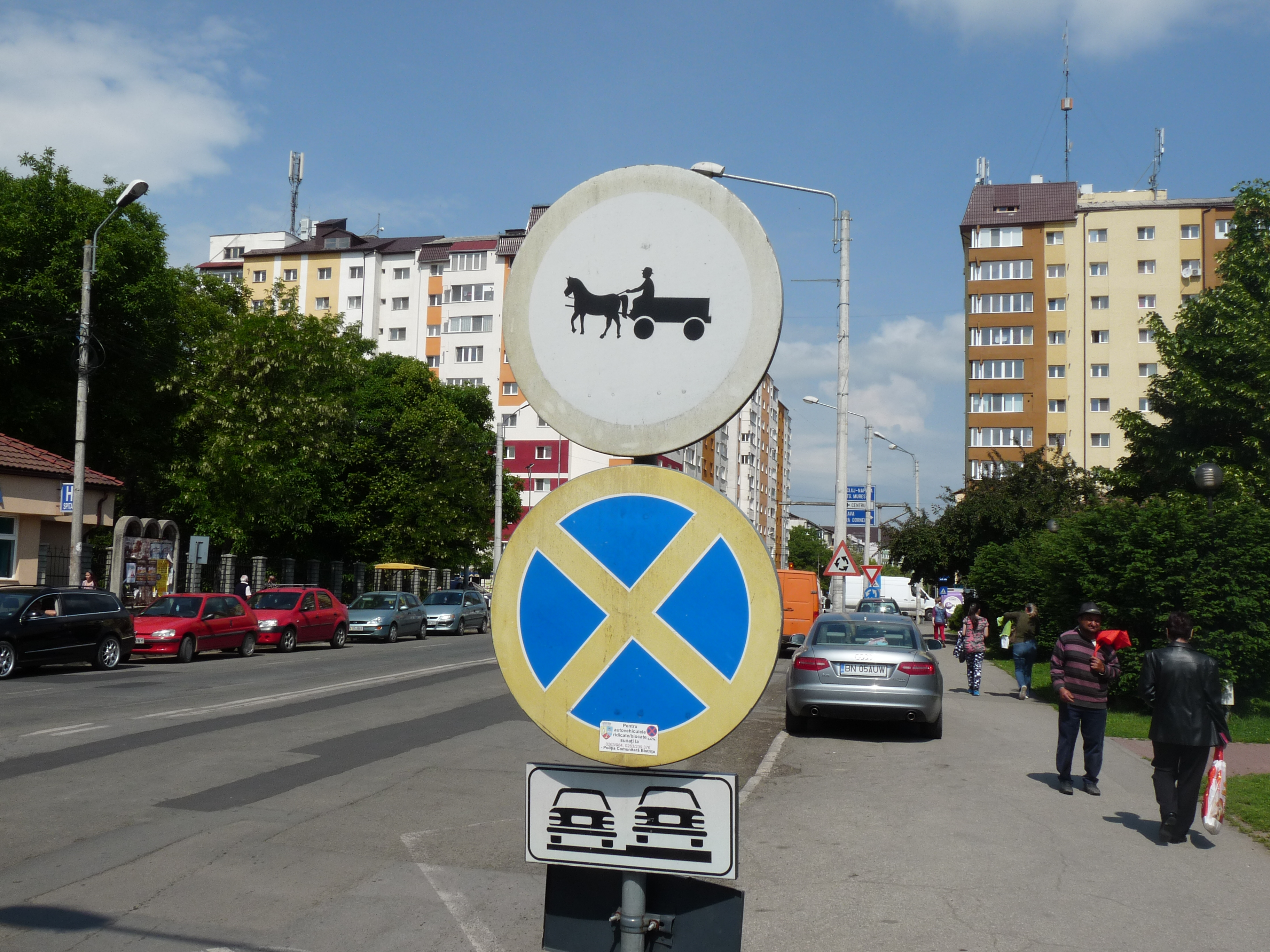
Semnele de circulație, introduse pentru a ajuta șoferii în anii 1900, nu au devenit standardizate în Europa decât în 1968. Acest semn de circulație din România se află în Bistrița.

Astăzi drumurile sunt aproape exclusiv făcute să permită circulația automobilelor și altor mijloace de transport cu roți. În majoritatea țărilor transportul mărfurilor pe drumuri este cel mai des folosit. De asemenea, în majoritatea țărilor dezvoltate, drumurile sunt împărțite în benzi paralele pentru a asigura un trafic intens, liniștit și sigur.

## Condusul pe stânga sau pe dreapta

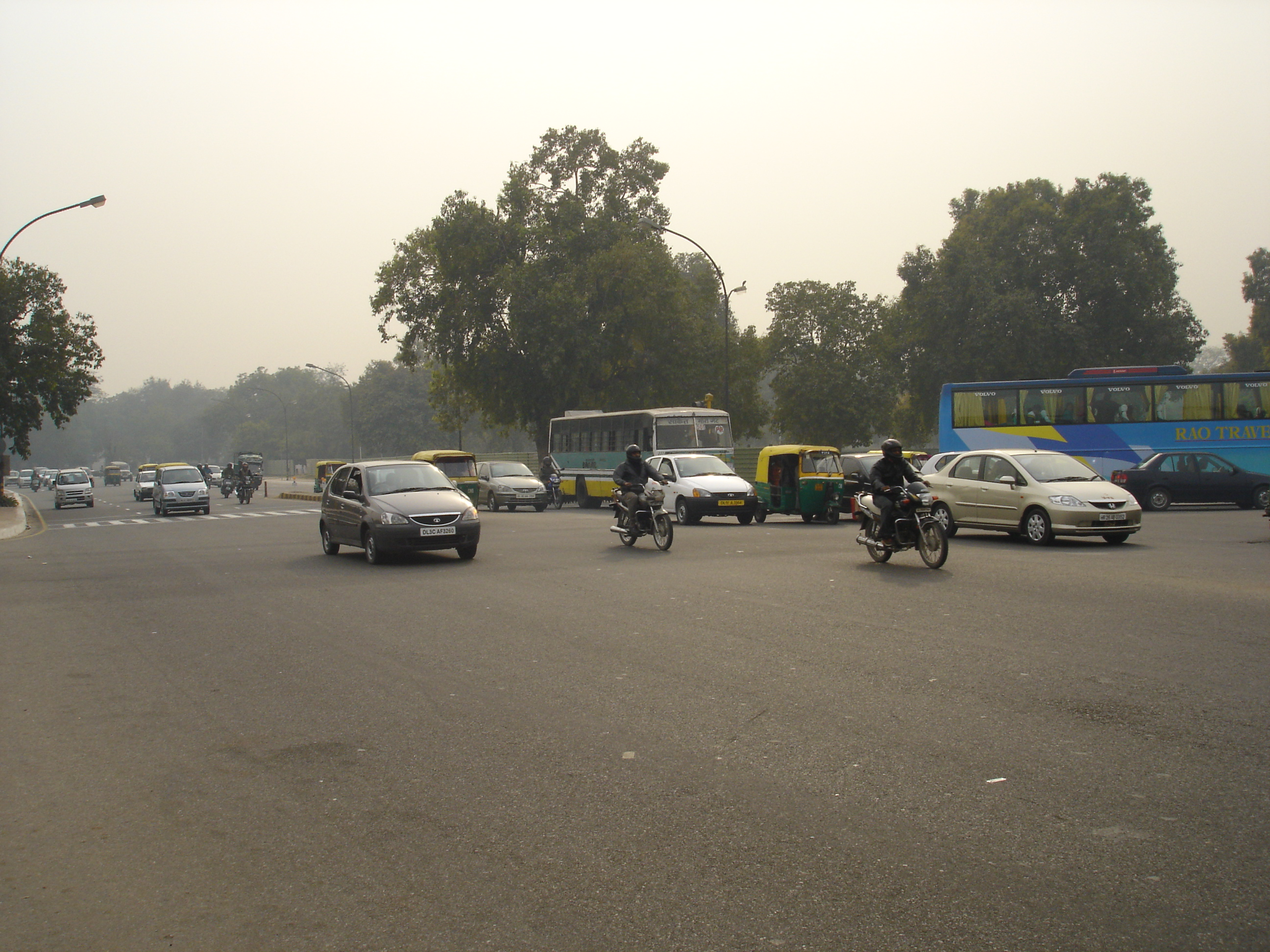
Un drum cu trafic mare cu o singură bandă în New Delhi, Delhi. În India, partea de condus este în stânga drumului

Deplasarea persoanelor sau a mijloacelor de transport pe partea dreaptă sau stângă a căii de comunicație depinde de țară. În țări unde se conduce pe dreapta semnele de circulație sunt în majoritatea cazurilor pe partea dreaptă a drumului, în sensurile giratorii vehiculele merg în direcția opusă ceasului, și pietonii care sunt pe trecere de pietoni pe un drum cu două sensuri de mers ar trebui să se uite mai întâi în partea stângă. În țările unde traficul este pe stânga se aplică opusul acestora.
Fluxul traficului și proiectarea drumurilor în ambele cazuri sunt imagini în oglindă una celeilalte.

## Proiectarea
Proiectarea drumurilor constă din două aspecte tehnice:
- proiectarea geometrică a drumului
- proiectarea suprastructurii acestuia Vezi și: șosea

Înafară de aceste două componente tehnice ale proiectării, mai sunt cele de mediu, cele de planificare și cele juridice foarte importante.

## Clasificarea drumurilor în România

### După proprietarul lor
Drumurile se pot clasifica în drumuri publice sau drumuri private.

#### Drumurile publice
Acestea sunt drumuri naționale, drumuri județene, drumuri comunale, străzi urbane (4 nivele) și străzi rurale (2 nivele). 
Drumurile publice în România sunt clasificate în ordinea importanței și traficului în urmatoarea ordine:
- Autostradă (pl. autostrăzi) - culoare: verde; prescurtare: A urmată de un număr
- Drumuri rapide (sau drum expres) - culoare: roșie; prescurtare: DN urmată de unul sau două numere opțional și litere
- Drum național (pl. drumuri naționale) - culoare: roșie; prescurtare: DN urmată de unul sau două numere opțional și litere
- Drum județean (pl. drumuri județene) - culoare: albastră; prescurtare: DJ urmată de trei numere opțional și litere; numere unice pentru fiecare județ
- Drum comunal (pl. drumuri comunale) - culoare: galbenă; prescurtare: DC urmată de un număr opțional și litere; număr unic pentru fiecare județ

#### Drumurile private
Private (sau de exploatare) sunt drumuri agricole, forestiere, miniere, etc.

### După suprafața de rulare
- Drumuri de pământ (amenajate sau neamenajate)
- Drumuri de pământ ameliorat
- Drumuri pietruite
- Drumuri cu îmbracăminți semipermanente
- Drumuri cu îmbracăminți permanente

### Drumuri urbane după categorie (cf. STAS 10144)
| Categoria străzii | Numărul benzilor de circulație | Lățimea părții carosabile (m) | Elementele străzii                 | Dimenisunile elemententelor străzii, în m, în funcție de număr pietoni pe oră pentru trotuare amplasate: Lângă locuințe: până la 800 \| 1600 \| 2100 \| 3200 \| 4000 \| 4800 Lângă magazine: până la 700 \| 1400 \| 2100 \| 2800 \| 3500 \| 4200 |
| ----------------- | ------------------------------ | ----------------------------- | ---------------------------------- | --- |
| I                 | 6                              | 21,00                         | Trotuar Fâșie liberă Lățime totală | 1,00 \| 1,50 \| 2,25 \| 3,00 \| 4,00 \| 5,00 2,00 \| 2,00 \| 2,00 \| 2,00 \| 2,00 \| 2,00 27,0 \| 28,0 \| 29,5 \| 31,0 \| 33,0 \| 35,0 |
| II                | 4                              | 14,00                         | Trotuar Fâșie liberă Lățime totală | 1,00 \| 1,50 \| 2,25 \| 3,00 \| 4,00 \| - 1,50 \| 1,50 \| 1,50 \| 1,50 \| 1,50 \| - 19,0 \| 20,0 \| 21,5 \| 23,0 \| 25,0 \| - |
| III               | 2                              | 7,00                          | Trotuar Fâșie liberă Lățime totală | 1,00 \| 1,50 \| 2,00 \| 3,00 \| - \| - 1,50 \| 1,50 \| 1,50 \| 1,50 \| - \| - 12,0 \| 13,0 \| 14,0 \| 16,0 \| - \| - |
| III               | 2                              | 7,00                          | Trotuar Fâșie liberă Lățime totală | 1,00 \| 1,50 \| 2,00 \| 3,00 \| - \| - - \| - \| - \| - \| - \| - 9,00 \| 10,0 \| 11,0 \| 13,0 \| - \| - |
| III               | 2                              | 6,00                          | Trotuar Fâșie liberă Lățime totală | 1,00 \| 1,50 \| 2,00 \| 3,00 \| - \| - 1,50 \| 1,50 \| 1,50 \| 1,50 \| - \| - 11,0 \| 12,0 \| 13,0 \| 15,0 \| - \| - |
| III               | 2                              | 6,00                          | Trotuar Fâșie liberă Lățime totală | 1,00 \| 1,50 \| 2,00 \| 3,00 \| - \| - - \| - \| - \| - \| - \| - 8,00 \| 9,00 \| 10,0 \| 12,0 \| - \| - |
| IV                | 1                              | 3,50                          | Trotuar Fâșie liberă Lățime totală | 1,00 \| - \| - \| - \| - \| - - \| - \| - \| - \| - \| - 5,50 \| - \| - \| - \| - \| - |
| IV                | 1                              | 3,00                          | Trotuar Fâșie liberă Lățime totală | 1,00 \| - \| - \| - \| - \| - - \| - \| - \| - \| - \| - 5,00 \| - \| - \| - \| - \| - |